# 鳴門秘帖 (1977年のテレビドラマ)
『鳴門秘帖』（なるとひちょう）は、NHKが制作し、1977年（昭和52年）5月6日から1978年（昭和53年）3月17日にかけて、毎週金曜日20時の『金曜時代劇』から放映された連続テレビ時代劇。田村正和主演。全44回。田村はこの作品で改めて人気を博した。
放送終了後の1978年4月11日から1979年（昭和54年）10月9日までの毎週火曜日午後3時5分には再放送が行われた。

## 概要
吉川英治の同名原作を現代的なタッチで脚色した時代劇。虚無僧姿で無住心剣夕雲流を操る美剣士、法月弦之丞（田村正和）は幕府転覆の陰謀を探るために阿波に潜入する。主人公法月弦之丞と女たちが織り成す剣と恋の冒険物語である。落語家の古今亭志ん朝の番組前後の語り手としての登場、現代邦楽の音楽などが特色となった。少年ドラマシリーズや人形劇で奇才ぶりを発揮してきた脚本家・石山透が単独執筆した唯一の大人向け作品である。
1966年4月開始の『大岡政談 池田大助捕物帳』以来12年間続いた『金曜時代劇』の最終作となり、この時代劇枠は水曜20時枠に移動した。

### 映像の現存状況
当初はNHKに第1回と最終回のみマスターテープが保存されていたが、後年、当時の番組視聴者たちが家庭用ビデオテープに録画したものが徐々にNHKに寄付され、現在は全話分の映像が現存している。ただし第16話は白黒の物しか現存せず、NHKでは第16回のカラー版の寄贈を呼びかけている。またNHKに既に集まった物も家庭用テープで録画され、劣化しているもや画質の良好でないものもあるため、NHKでは引き続き映像の寄贈を呼びかけている。

## エピソードなど
- 主演の田村は法月弦之丞と鳴門秘帖について「さっそうとしていて、剣が強く、女性にもてる役なので楽しい、とにかくきれいにきれいにやっています。」と語っていた[7]。
- 第14回「今宵今夜の阿波おどり」では田村正和と三林京子が徳島で1分間の生中継を行った[8]。
- この作品に出演するにあたり田村は阪妻十剣士と呼ばれていた父阪東妻三郎の殺陣集団と沢山の稽古をした上で撮影に臨んだ[9]。
- 1979年には田村正和、三林京子、初出演、鳴門秘帖特別公演と題して舞台化された。出演者は他に竹屋三位卿役に東千代之介、甲比丹三次役に待田京介、お十夜孫兵衛役に御木本伸介、甲賀世阿弥役に清水彰など。

## キャスト
- 法月弦之丞：田村正和
- 見返りお綱 ：三林京子
- 万吉：森本レオ[10]
- お十夜孫兵衛：江原真二郎[10]
- 千絵：原田美枝子[10]
- 幕府隠密・世阿弥：西村晃

（その他のキャストについては、#放映リストを参照）

## スタッフ
- 原作 ：吉川英治『鳴門秘帖』
- 音楽 ：三木稔
- 脚本 ：石山透
- 演出 ：北嶋隆、渋谷康生、山中朝雄、山内暁、松本美彦、田中賢二、平山武之
- 技斗 : 若駒

## 放映リスト
| 回     | 放送日        | サブタイトル                 | 演出     | ゲスト |
| ------ | ------------- | ---------------------------- | -------- | --- |
| 第1回  | 1977年 5月6日 | 桜と月と運命と               | 北嶋隆   | 戸浦六宏（常木鴻山）、松山省二（林啓之助）、小林麻美（お米）、日下武史（甲賀世阿弥）                                                                     |
| 第2回  | 5月13日       | オランダかるたと阿波侍       | 渋谷康生 | 高松英郎（天堂一角）、戸浦六宏（常木鴻山）、松山省二（林啓之助）、小林麻美（お米）、鈴木瑞穂（銀五郎）、伊藤一葉（奇術師）                               |
| 第3回  | 5月20日       | 春の嵐と月夜のカゼと         | 山中朝雄 | 高松英郎（天堂一角）、戸浦六宏（常木鴻山）、松山省二（林啓之助）、小林麻美（お米）、日下武史（甲賀世阿弥）、鈴木瑞穂（銀五郎）                           |
| 第4回  | 5月27日       | 遍路の群と海賊と             | 北嶋隆   | 高松英郎（天堂一角）、戸浦六宏（常木鴻山）、日下武史（甲賀世阿弥）、鈴木瑞穂（銀五郎）                                                                   |
| 第5回  | 6月3日        | お十夜頭巾のその下は         | 山内暁   | 高松英郎（天堂一角）、戸浦六宏（常木鴻山）、新藤恵美（お久良）、和田幾子（お吉）                                                                         |
| 第6回  | 6月10日       | 今ぞ越えゆく鳴門の汐路       | 渋谷康生 | 佐藤佑介（甲賀伊織）、岡田裕介（竹屋三位卿）、辻萬長（俵一八郎）                                                                                         |
| 第7回  | 6月17日       | 阿波に渦まく祟りと謎と       | 山中朝雄 | 高松英郎（天堂一角）、佐藤佑介（甲賀伊織）、岡田裕介（竹屋三位卿）、日下武史（甲賀世阿弥）                                                               |
| 第8回  | 6月24日       | 嵐を呼ぶか一節切             | 北嶋隆   | 松山省二（林啓之助）、佐藤佑介（甲賀伊織）、辻萬長（俵一八郎）、二見忠男（甲比丹三次）、西田健（蜂須賀重喜）                                             |
| 第9回  | 7月8日        | 山の悪夢と浜辺の恋と         | 山内暁   | 佐藤佑介（甲賀伊織）、岡田裕介（竹屋三位卿）、日下武史（甲賀世阿弥）、二見忠男（甲比丹三次）、高桐真（重臣）、曾我廼家一二三（佐治平）                   |
| 第10回 | 7月15日       | 恋の行方と地底の謎と         | 渋谷康生 | 佐藤佑介（甲賀伊織）、岡田裕介（竹屋三位卿）、辻萬長（俵一八郎）、西田健（蜂須賀重喜）、山田はるみ（お鈴）                                               |
| 第11回 | 7月22日       | 江戸の夜風と日かげの花と     | 山中朝雄 | 有島一郎（紋日の虎）、毒蝮三太夫（岡っ引・辰）、藤村有弘（硯斉）、木田三千雄（太兵衛）、風見章子                                                         |
| 第12回 | 7月29日       | 風雲急なり江戸墨屋敷         | 北嶋隆   | 高松英郎（天堂一角）、有島一郎（紋日の虎）、毒蝮三太夫（岡っ引・辰）、藤村有弘（硯斉）、日下武史（甲賀世阿弥）                                           |
| 第13回 | 8月5日        | 恋の炎はひと夜の夢か         | 山内暁   | 角野卓造（旅川周馬）、マッハ文朱（くの一忍者）、佐伯赫哉（神主）、風見章子（たみ）                                                                       |
| 第14回 | 8月12日       | 今宵月夜の阿波おどり         | 渋谷康生 | 高松英郎（天堂一角）、戸浦六宏（常木鴻山）、有島一郎（紋日の虎）、毒蝮三太夫（岡っ引・辰）、藤村有弘（硯斉）、小林麻美（お米）                           |
| 第15回 | 8月19日       | 江戸で闇討ちだまし討ち       | 山中朝雄 | 戸浦六宏（常木鴻山）、有島一郎（紋日の虎）、毒蝮三太夫（岡っ引・辰）、藤村有弘（硯斉）、角野卓造（旅川周馬）、纓片達雄（佐野川万作）                     |
| 第16回 | 8月26日       | 孔雀長屋は謎のまた謎         | 北嶋隆   | 戸浦六宏（常木鴻山）、有島一郎（紋日の虎）、藤村有弘（硯斉）、角野卓造（旅川周馬）、宝井馬琴（松平輝高）、岩井友見（お才）、堀井永子（お勘）             |
| 第17回 | 9月2日        | 天気のいいのに唐傘持って     | 山内暁   | 山口崇（平賀源内）、角野卓造（旅川周馬） |
| 第18回 | 9月9日        | 深夜の決闘三つ巴             | 渋谷康生 | 高松英郎（天堂一角）、有島一郎（紋日の虎）、藤村有弘（硯斉）、纓片達雄（佐野川万作）、堀井永子（お勘）                                                   |
| 第19回 | 9月16日       | 月夜の河原、かたき討ち       | 山中朝雄 | 戸浦六宏（常木鴻山）、宝井馬琴（松平左京之介）、角野卓造（旅川周馬）、二見忠男（甲比丹三次）、鈴木瑞穂（唐草銅九郎）、矢崎滋（柳吉）、草薙幸二郎（富樫） |
| 第20回 | 9月23日       | のろいは遠く阿波までも       | 北嶋隆   | 戸浦六宏（常木鴻山）、岡田裕介（竹屋三位卿）、日下武史（甲賀世阿弥）、藤村有弘（硯斉）、西田健（蜂須賀重喜）                                             |
| 第21回 | 9月30日       | 旅路に赤い陽が沈む           | 松本美彦 | 岡田裕介（竹屋三位卿）、藤村有弘（硯斉）、木田三千雄（太兵衛）、小林麻美（お米）、塩島昭彦（宅助）                                                       |
| 第22回 | 10月7日       | 花嫁御寮はなぜ泣くのだろ     | 山内暁   | 山口崇（平賀源内）、二見忠男（甲比丹三次）、有馬昌彦（庄屋）                                                                                             |
| 第23回 | 10月14日      | 日光道中うつのみや           | 北嶋隆   | 有島一郎（紋日の虎）、二見忠男（甲比丹三次）、田島義父（蒲浦組親方）、石橋雅史（先生）                                                                   |
| 第24回 | 10月21日      | 秋田の城の内と外             | 渋谷康生 | 山口崇（平賀源内）、岡田裕介（竹屋三位卿）、小林麻美（お米）、川合伸旺（戸村十太夫）、江夏夕子（楓）                                                     |
| 第25回 | 10月28日      | 仕掛けたワナとあだ討ちと     | 山内暁   | 山口崇（平賀源内）、有島一郎（紋日の虎）、岡田裕介（竹屋三位卿）、角野卓造（旅川周馬）、江夏夕子（楓）、長谷川論（佐竹義敦）                             |
| 第26回 | 11月4日       | 出羽の秋田は波乱万丈         | 田中賢二 | 山口崇（平賀源内）、岡田裕介（竹屋三位卿）、角野卓造（旅川周馬）、江夏夕子（楓）、御木本伸介（楢山政右衛門）、佐竹明夫（保戸野）                         |
| 第27回 | 11月11日      | 命運尽きるか弦之丞           | 北嶋隆   | 有島一郎（紋日の虎）、岡田裕介（竹屋三位卿）、角野卓造（旅川周馬）、御木本伸介（楢山政右衛門）、北城真記子（年寄）                                       |
| 第28回 | 11月18日      | 雪空の下産声は流れる         | 松本美彦 | 角野卓造（旅川周馬）、松崎真（大天狗） |
| 第29回 | 11月25日      | 呼び出し連れ出し誘い出し     | 山内暁   | 有島一郎（紋日の虎）、日下武史（甲賀世阿弥）、岩井友見（お才）、浜村純（蚶満寺住職）、佐藤蛾次郎（天狗）                                                 |
| 第30回 | 12月2日       | 越後に恋風、江戸には魔風     | 田中賢二 | 高松英郎（天堂一角）、宝井馬琴（松平左京之介）、穂積隆信（甲賀綾丸）、梅野泰靖（山形大弐）、須藤健（堀田伊太夫）                                         |
| 第31回 | 12月9日       | 江戸の夜空に流れ星           | 北嶋隆   | 高松英郎（天堂一角）、有島一郎（紋日の虎）、藤村有弘（硯斎）、梅野泰靖（山形大弐）、杉江広太郎（相沢迪之進）                                             |
| 第32回 | 12月16日      | 巷に風の吹く夜は             | 松本美彦 | 戸浦六宏（常木鴻山）、藤村有弘（硯斎）、上野郁己（乙吉）、東京二・京太（牛太郎）                                                                         |
| 第33回 | 12月23日      | 旅立つ者と残るひと           | 山内暁   | 高松英郎（天堂一角）、戸浦六宏（常木鴻山）、岡田裕介（竹屋三位卿）、日下武史（甲賀世阿弥）、宝井馬琴（松平左京之介）                                     |
| 第34回 | 1978年 1月6日 | 剣が舞う諏訪の初春           | 田中賢二 | 高松英郎（天堂一角）、戸浦六宏（常木鴻山）、日下武史（甲賀世阿弥）、角野卓造（旅川周馬）、二見忠男（甲比丹三次）                                         |
| 第35回 | 1月13日       | もちの木坂の決闘             | 北嶋隆   | 高松英郎（天堂一角）、松山省二（林啓之助）、小林麻美（お米）、宝井馬琴（松平左京之介）、和田幾子（お吉）、十朱久雄（如海大僧正）                         |
| 第36回 | 1月20日       | 幸福の仮面のかげに           | 松本美彦 | 高松英郎（天堂一角）、松山省二（林啓之助）、岡田裕介（竹屋三位卿）、小林麻美（お米）、角野卓造（旅川周馬）、新藤恵美（お久良）                           |
| 第37回 | 1月27日       | 浪花に咲いた恋の仇花         | 山内暁   | 高松英郎（天堂一角）、松山省二（林啓之助）、岡田裕介（竹屋三位卿）、角野卓造（旅川周馬）、小林麻美（お米）                                               |
| 第38回 | 2月3日        | 三ツの葛籠のその中で（前編） | 平山武之 | 高松英郎（天堂一角）、松山省二（林啓之助）、山口崇（平賀源内）、岡田裕介（竹屋三位卿）、小林麻美（お米）、新藤恵美（お久良）                             |
| 第39回 | 2月10日       | 三ツの葛籠のその中で（後編） | 田中賢二 | 高松英郎（天堂一角）、松山省二（林啓之助）、山口崇（平賀源内）、岡田裕介（竹屋三位卿）、小林麻美（お米）                                                 |
| 第40回 | 2月17日       | 守り袋に意外な秘密           | 山内暁   | 高松英郎（天堂一角）、戸浦六宏（常木鴻山）、岡田裕介（竹屋三位卿）、日下武史（甲賀世阿弥）、二見忠男（甲比丹三次）                                       |
| 第41回 | 2月24日       | 生と死の谷間                 | 平山武之 | 高松英郎（天堂一角）、有島一郎（紋日の虎）、岡田裕介（竹屋三位卿）、宝井馬琴（松平左京之介）                                                             |
| 第42回 | 3月3日        | 追いつ追われつ秘帖はいずこ   | 松本美彦 | 岡田裕介（竹屋三位卿）、日下武史（甲賀世阿弥）、角野卓造（旅川周馬）、二見忠男（甲比丹三次）、西田健（蜂須賀重喜）                                       |
| 第43回 | 3月10日       | 潮風悲し相の浜               | 田中賢二 | 高松英郎（天堂一角）、松山省二（林啓之助）、岡田裕介（竹屋三位卿）、角野卓造（旅川周馬）、西田健（蜂須賀重喜）                                           |
| 第44回 | 3月17日       | 花とも見える靄の彼方に       | 山内暁   | 高松英郎（天堂一角）、山口崇（平賀源内）、岡田裕介（竹屋三位卿）、角野卓造（旅川周馬）、宝井馬琴（松平左京之介）、小林麻美（お米）                       |